# Zlatý středník

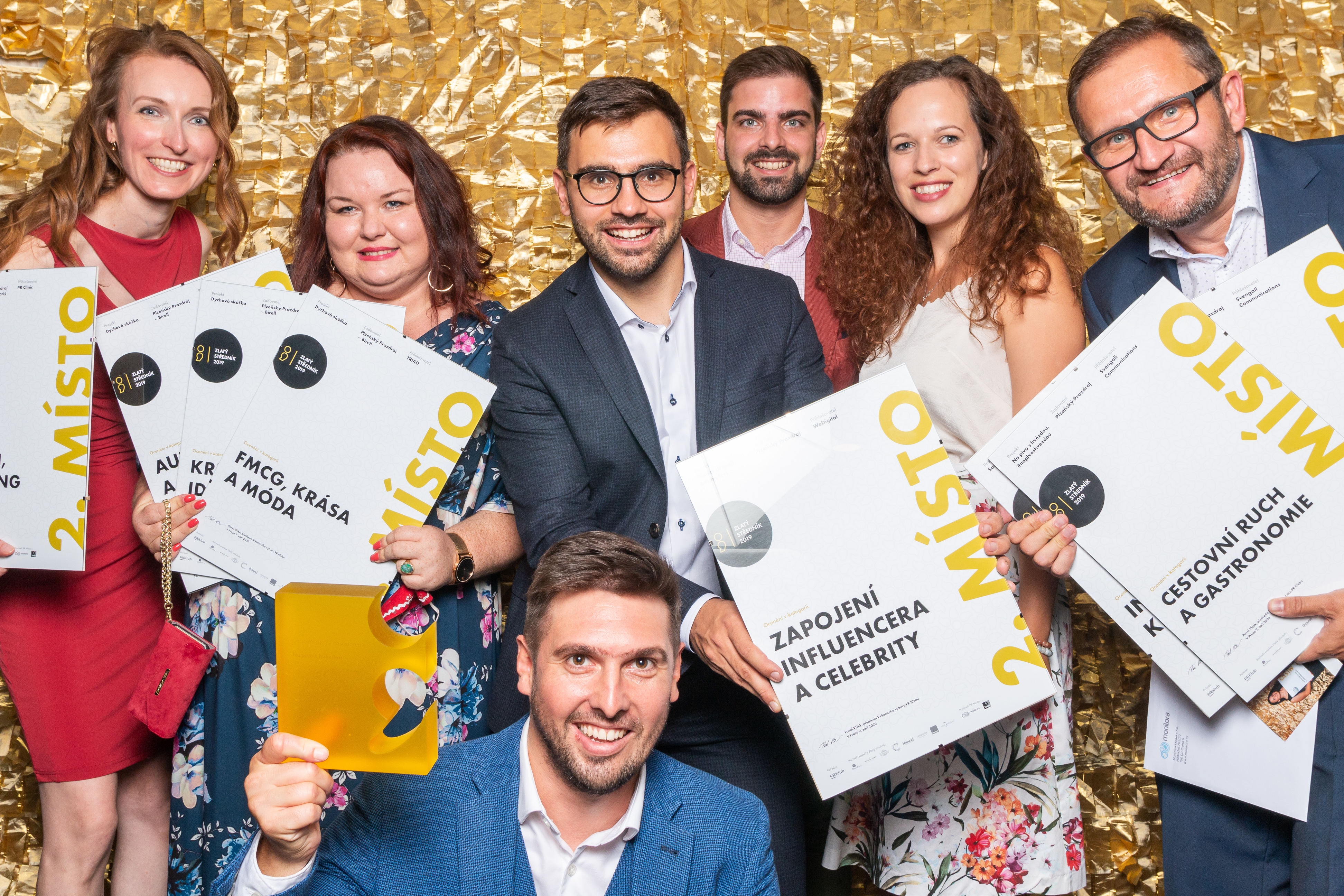
Galavečer Zlatého středníku 2019

Zlatý středník je profesní soutěž hodnotící nejlepší komunikační projekty a firemní média vznikající jak v České republice, tak na Slovensku. Odborná porota posuzuje přihlášené práce i napříč oborovými sektory a porovnává nejzajímavější osobnosti a PR agentury. Vyhlašovatelem soutěže je profesní Asociace strategické komunikace a vztahů s veřejností (dříve PR Klub). Soutěž vznikla v roce 2002. Přihlášené práce hodnotí přes 120 porotců z oboru marketingu, komunikace a PR.

## Kategorie

#### Hlavní kategorie
1. Audio a video prezentace
2. Brožura, ročenka a katalog

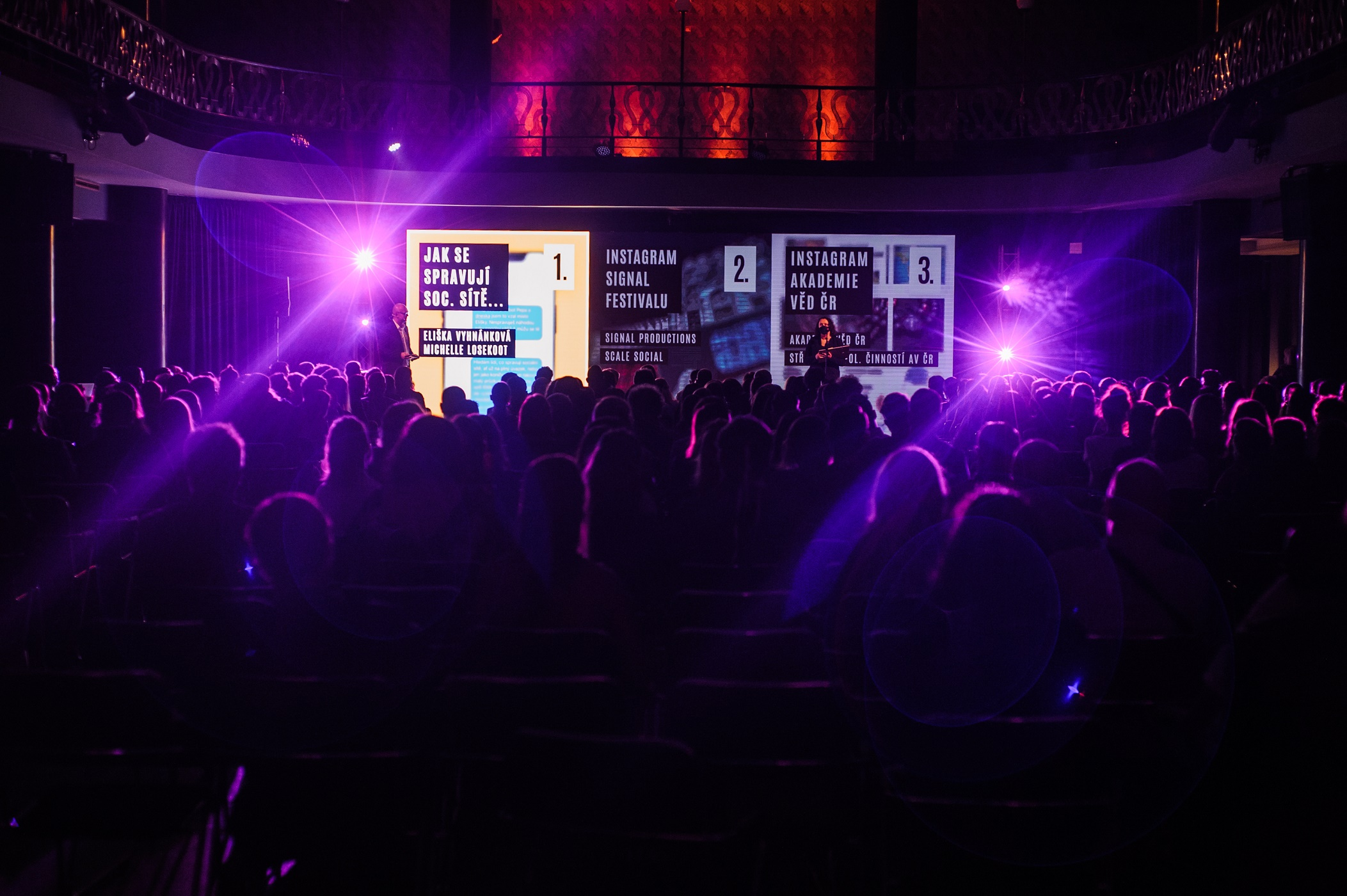
Galavečer Zlatého středníku 2019

3. Elektronický časopis, blog a newsletter
4. Event
5. Externí tištěný časopis a noviny
6. Integrovaná kampaň
7. Interní komunikace a employee engagement
8. Interní tištěný časopis a noviny
9. Kreativní idea
10. Krizová komunikace, komunikace změny a public affairs
11. Launch, relaunch, rebranding
12. Mobilní aplikace a inovace
13. Nízký rozpočet a jeho efektivita
14. Podcast
15. Regiony
16. Společenská odpovědnost, udržitelnost a ESG
17. Struktura, obsah a storytelling
18. Výroční zpráva
19. Využití sociálních sítí a influencer marketing
20. Webové stránky

#### Oborové sektory
1. Auto-moto a doprava
2. Finanční služby
3. FMCG, krása a móda
4. Neziskový sektor
5. Průmysl, strojírenství a energetika
6. Sport, zábava, umění, média, cestovní ruch a gastronomie
7. Technologie a telco
8. Veřejný sektor a politická komunikace
9. Zdravotní péče a farmacie

#### Grand Prix
- Měření efektivity
- Nejlepší agentura
- Projekt roku
- Odpovědná komunikace
- Osobnost PR
- Talent

## Asociace strategické komunikace a vztahů s veřejností
Oborová Asociace strategické komunikace a vztahů s veřejností (ASCOPA) je největší profesní asociací public relations a komunikace v České republice. S hrdostí navazuje na dlouholetou práci PR Klubu a pokračuje v jeho misi posilovat pozici oboru a zvyšovat vliv PR profesionálů ve strategickém vedení firem a organizací. Jejími členy jsou jak uznávaní PR odborníci, tak začínající komunikátoři. V rámci institucionálního členství sdružuje firmy, komunikační agentury a veřejné i neziskové organizace. Podílí se na rozhodování v mezinárodní asociaci Global Alliance for Public Relations and Communication Management. Pořádá největší komunikační soutěž v České republice a na Slovensku Zlatý středník a profesní ocenění Mluvčí roku. Sledovat aktivity asociace můžete na sítích LinkedIn a Facebook.